# Pedraza La Vieja
Pour les articles homonymes, voir Pedraza et Vieja.
Pedraza La Vieja est la capitale de la paroisse civile de José Ignacio del Pumar de la municipalité d'Ezequiel Zamora dans l'État de Barinas au Venezuela.